# Sainte-Pience
Sainte-Pience is een plaats en voormalige  gemeente in het Franse departement Manche (regio Normandië) en telt 246 inwoners (2004). De plaats maakt deel uit van het arrondissement Avranches. Sainte-Pience is op 1 januari 2016 gefuseerd met de gemeenten Braffais en Plomb tot de gemeente Le Parc. 

## Geografie
De oppervlakte van Sainte-Pience bedraagt 8,8 km², de bevolkingsdichtheid is 28,0 inwoners per km².
De onderstaande kaart toont de ligging van Sainte-Pience met de belangrijkste infrastructuur en aangrenzende gemeenten.

## Demografie
Onderstaande figuur toont het verloop van het inwonertal (bron: INSEE-tellingen).